# David Davidovics Burljuk
David Davidovics Burljuk, ukrán származású orosz költő, képzőművész, aki Vlagyimir Majakovszkijjal, Velemir Hlebnyikovval és másokkal az orosz futurizmus megalapítóinak egyike.

## Élete
Festészetet tanult, írni is aközben kezdett. A moszkvai kubo-futuristák egyik vezéregyénisége volt. 1913-ban nevezték magukat először futuristának. Az 1912-ben Burljuk, Majakovszkij, Krucsonih és Hlebnyikov által aláírt Pofonütjük a közízlést című pamflet volt híres kiáltványuk. Botrányos felolvasóestjeiken valamint az utcánok testfestéssel, színes, kirívó öltözékben jelentek meg.
Burljuk 1920-ban emigrált Japánba, később Amerikában élt. 

## Képek

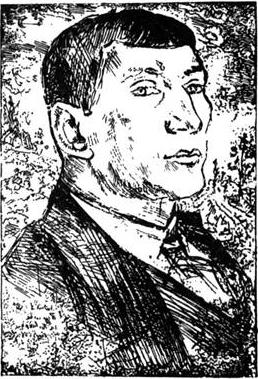
Benedikt Lifsic (1911)
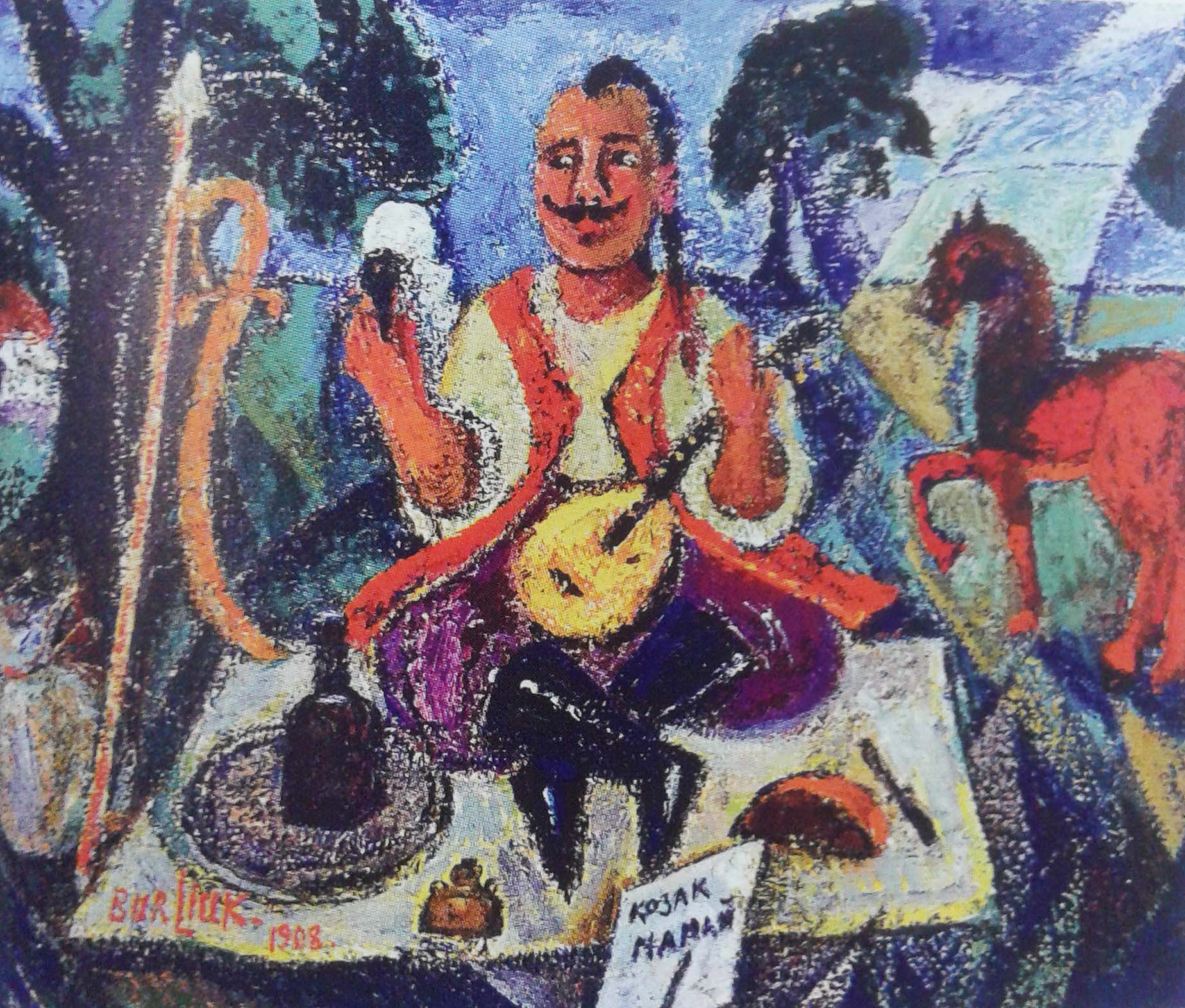
Kozák Mamaj (1912)
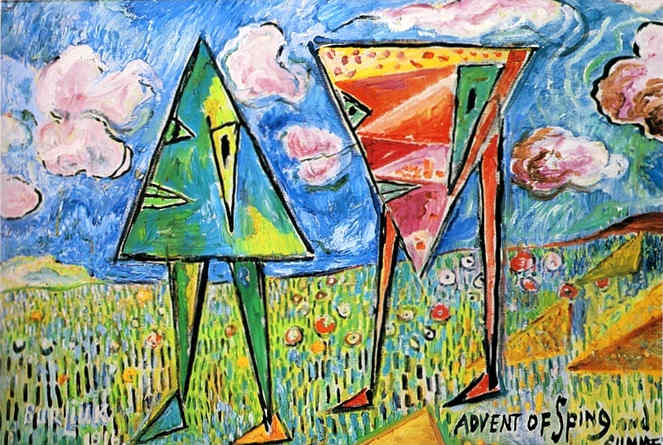
Forrás (1914)
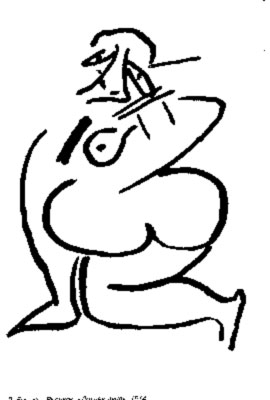
Döglött Hold (1914)
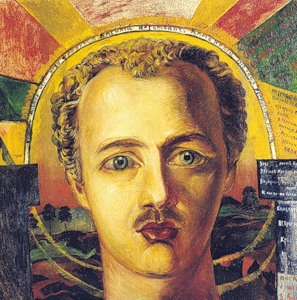
Vaszilij Kamenszkij (1917)